# King Crimson Collector's Club
King Crimson Collectors' Club (KCCC; původně DGM Collectors' Club) je edice hudebních alb britské rockové skupiny King Crimson. Kytarista a lídr kapely Robert Fripp založil již v první polovině 90. let 20. století vlastní label Discipline Global Mobile (DGM), ve kterém začal v roce 1998 pro fanoušky vydávat archivní nahrávky King Crimson, většinou získané z mixážního pultu na koncertech skupiny.
| Pořadí | Rok vydání | Album                         | Rok nahrání | Poznámky            |
| ------ | ---------- | ----------------------------- | ----------- | ------------------- |
| 1.     | 1998       | Live at the Marquee           | 1969        |                     |
| 2.     | 1998       | Live at Jacksonville          | 1972        |                     |
| 3.     | 1999       | The Beat Club, Bremen         | 1972        |                     |
| 4.     | 1999       | Live at Cap D'Agde            | 1982        |                     |
| 5./6.  | 1999       | Live on Broadway              | 1995        |                     |
| 7.     | 1999       | Live in San Francisco         | 1998        | jako ProjeKct Four  |
| 8.     | 1999       | The VROOOM Sessions           | 1994        | zkoušky             |
| 9.     | 2000       | Live at Summit Studios        | 1972        |                     |
| 10.    | 2000       | Live in Central Park, NYC     | 1974        |                     |
| 11.    | 2000       | Live at Moles Club, Bath      | 1981        | jako Discipline     |
| 12.    | 2000       | Live in Hyde Park             | 1969        |                     |
| 13.    | 2000       | Nashville Rehearsals          | 1997        | zkoušky             |
| 14.    | 2001       | Live at Plymouth Guildhall    | 1971        |                     |
| 15.    | 2001       | Live in Mainz                 | 1974        |                     |
| 16.    | 2001       | Live in Berkeley, CA          | 1982        |                     |
| 17.    | 2001       | Live in Northampton, MA       | 1998        | jako ProjeKct Two   |
| 18.    | 2001       | Live in Detroit, MI           | 1971        |                     |
| 19.    | 2002       | Live in Nashville, TN         | 2001        |                     |
| 20.    | 2002       | Live at the Zoom Club         | 1972        |                     |
| 21.    | 2003       | The Champaign-Urbana Sessions | 1983        | zkoušky             |
| 22.    | 2003       | Jazz Café Suite               | 1997        | jako ProjeKct One   |
| 23.    | 2003       | Live in Orlando, FL           | 1972        |                     |
| 24.    | 2003       | Live in Guildford             | 1972        |                     |
| 25.    | 2004       | Live at Fillmore East         | 1969        |                     |
| 26.    | 2004       | Live in Philadelphia, PA      | 1982        |                     |
| 27.    | 2004       | Live in Austin, TX            | 1999        | jako ProjeKct Three |
| 28.    | 2005       | Live in Warsaw                | 2000        |                     |
| 29.    | 2005       | Live in Heidelberg            | 1974        |                     |
| 30.    | 2005       | Live in Brighton              | 1971        |                     |
| 31.    | 2006       | Live at the Wiltern           | 1995        |                     |
| 32.    | 2006       | Live in Munich                | 1982        |                     |
| 33.    | 2006       | Live in Chicago, IL           | 1998        | jako ProjeKct Two   |
| 34.    | 2007       | Live in Alexandria, VA        | 2003        | jako ProjeKct Three |
| 35.    | 2007       | Live in Denver                | 1972        |                     |
| 36.    | 2007       | Live in Kasselr               | 1974        |                     |
| 37.    | 2008       | Live at the Pier, NYC         | 1982        |                     |
| 38.    | 2008       | Live in Philadelphia, PA      | 1996        |                     |
| 39.    | 2008       | Live in Milan, MA             | 2003        |                     |
| 40.    | 2009       | Live in Boston, MA            | 1972        |                     |
| 41.    | 2009       | Live in Zurich                | 1973        |                     |
| 42.    | 2009       | Live in Chicago, IL           | 1995        |                     |
| 43.    | 2011       | Live in New Haven, CT         | 2003        |                     |
| 44.    | 2011       | Live in Toronto               | 1974        |                     |
| 45.    | 2012       | Live at the Marquee           | 1971        |                     |
| 46.    | 2012       | Live in Argentina             | 1994        |                     |

Jako speciální díly KCCC vyšla i dvě, běžně prodávaná živá alba: Ladies of the Road (vydáno 2002, kompilace koncertních nahrávek z let 1971 a 1972) a EleKtriK: Live in Japan (nahráno i vydáno 2003).
Nahrávky KCCC jsou od roku 1999 prodávána i v kompletech jako The Collectors' King Crimson (1999–2006, 10 dílů, v každém dvě až čtyři nahrávky KCCC), Collectors' King Crimson (Box) (2007, 7 dílů rozdělených podle období pořízení nahrávky) a Collectable King Crimson (od 2006, zatím 4 díly, v každém jedna nebo dvě nahrávky KCCC).